# Taiyuan
Taiyuan (en chino, 太原; pinyin, Tàiyuán) es la capital de la provincia de Shanxi en la República Popular China. Situada en la parte oriental de la meseta de Loes en las riberas del río Fen. Su área es de 6909 km² y su población total para 2010 superó los 4,2 millones de habitantes.

## Toponimia
Los dos caracteres del topónimo son  Tai (太 "grande") y Yuan (原 "llanura"), en referencia al lugar donde el río Fen deja las montañas y entra en una llanura relativamente plana. 
A lo largo de su larga historia, la ciudad tuvo varios nombres, entre ellos Bīngzhōu (并州), Jìnyáng (晋阳) y Lóngchéng (龙城).
Durante la dinastía Tang y las Cinco Dinastías posteriores, el estatus de Taiyuan se elevó a Capital del Norte, de ahí el nombre Beidu (北都), este difiere de la escritura de Beijin (北京) 'la capital del Norte'.

## Historia
Taiyuan es una capital antigua, construida en el año 500 a. C. Su nombre original era Jinyang (晋阳), mientras que el nombre actual procede del periodo de la dinastía Qin en el 228 a. C.
El edificio más antiguo de la ciudad es el Templo de las Diosas, construido originariamente en el año 1023 y reconstruido en el 1102. La ciudad fue destruida durante la guerra en 1125. La muralla de la ciudad fue reconstruida durante el periodo de la dinastía Ming en 1568.

## Administración
La ciudad prefectura de Taiyuan se divide en 6 distritos urbanos, 1 ciudad a nivel municipio y 3 condados:
| Mapa               | #              | Nombre   | Hanzi          | Pinyin  | Población (2003 est.) | Área (km²) | Densidad (/km²) |
| ------------------ | -------------- | -------- | -------------- | ------- | --------------------- | ---------- | --------------- |
|                    |                |          |                |         |                       |            |                 |
| Ciudad             |                |          |                |         |                       |            |                 |
| 1                  | D. Xinghualing | 杏花岭区 | Xìnghuālǐng Qū | 530 000 | 170                   | 3 118      |                 |
| 3                  | D. Yingze      | 迎泽区   | Yíngzé Qū      | 490 000 | 117                   | 4 188      |                 |
| Suburbanos         |                |          |                |         |                       |            |                 |
| 2                  | D. Xiaodian    | 小店区   | Xiǎodiàn Qū    | 470 000 | 295                   | 1 593      |                 |
| 4                  | D. Jiancaoping | 尖草坪区 | Jiāncǎopíng Qū | 330 000 | 286                   | 1 154      |                 |
| 5                  | D. Wanbailin   | 万柏林区 | Wànbǎilín Qū   | 500 000 | 305                   | 1 639      |                 |
| 6                  | D. Jinyuan     | 晋源区   | Jìnyuán Qū     | 180,000 | 287                   | 627        |                 |
| Ciudades satélites |                |          |                |         |                       |            |                 |
| 7                  | Gujiao         | 古交市   | Gǔjiāo Shì     | 210 000 | 1 540                 | 136        |                 |
| Rural              |                |          |                |         |                       |            |                 |
| 8                  | C. Qingxu      | 清徐县   | Qīngxú Xiàn    | 300 000 | 607                   | 494        |                 |
| 9                  | C. Yangqu      | 阳曲县   | Yángqǔ Xiàn    | 140 000 | 2 062                 | 88         |                 |
| 10                 | C. Loufan      | 娄烦县   | Lóufán Xiàn    | 120 000 | 1 290                 | 93         |                 |

## Economía

### Industria
Taiyuan es una importante base industrial de China en energía, metalurgia, maquinaria, productos químicos, textiles, industria ligera, medicina, electrónica, alimentos, materiales de construcción, junto con instituciones de investigación,universidades y colegios.

### Agricultura
Los principales cultivos son el trigo, arroz, maíz, mijo, sorgo, frijol y papa. Los principales cultivos comerciales tales como verduras, algodón, oleaginosas, remolacha y hierbas.

### Minerales
En el área se encuentran reservas ricas de hierro, yeso y carbón, otras en menor cantidad como manganeso,cobre, aluminio, plomo, zinc, vanadio, arcilla, cuarzo, piedra caliza, dolomita y otros minerales no metálicos. Las reservas de carbón en séptimo lugar en la provincia.

### Transporte
La ciudad se conecta entre sí y con sus vecinas por los siguientes medios de transporte:
Aire: a 15 kilómetros al sureste del centro de la ciudad se encuentra el aeropuerto internacional Taiyuan Wusu (太原武宿国际机场) construido en 1931, fue el aeropuerto más importante de toda la provincia. En 2006 tuvo una expansión con el costo de 1500 millones de yuanes y mueve 6 millones de pasajeros al año, el 30 más ocupado del país.
Tierra: varios carreteras pasan por la ciudad, como la autopista nacional 208 (208国道). La línea de alta velocidad Shijiazhuang–Taiyuan la conecta con Beijing en un viaje de 3 horas por 600 km.

## Religión
La religión base y principal de la región es el budismo, debido a la llegada de extranjeros pertenecientes a otras creencias el cristianismo como la católica y la evangélica se expanden. En 1930 la arquidiócesis de Taiyuan crea la Catedral de la Inmaculada Concepción, luego las iglesias de San Francisco de Asís y de Nuestra Señora.

## Geografía
La ciudad yace en la parte oriental de la meseta de Loess, al extremo norte de la cuenca de Taiyuan, centro geográfico de Shanxi. La zona central es un valle que parece una gran carretera rodeada de montañas por donde discurre el río Fen de norte a sur a través de unos 100 km. La mayor elevación de 2.670 metros, el punto más bajo de 760 metros y una elevación media de 800 metros. Existen seis lagos en el área, siendo el más grande el Jinyang (晋阳湖) que cubre aproximadamente 4.4 km².

## Clima
Taiyuan tiene un clima semiárido. La primavera es seca, con frecuentes tormentas de polvo, seguidas olas de calor. El verano tiende a ser caliente con la mayoría de las lluvias del año en julio y agosto. El invierno es largo y frío, pero seco y soleado. Debido a la aridez, suele haber una variación considerable en la temperatura diurna, excepto durante el verano.
Las temperaturas mensuales promedio de -5.5C en enero a 23C en julio, para una media anual de 10C.
| Parámetros climáticos promedio de Taiyuán (1971−2000)                        | Parámetros climáticos promedio de Taiyuán (1971−2000) | Parámetros climáticos promedio de Taiyuán (1971−2000) | Parámetros climáticos promedio de Taiyuán (1971−2000) | Parámetros climáticos promedio de Taiyuán (1971−2000) | Parámetros climáticos promedio de Taiyuán (1971−2000) | Parámetros climáticos promedio de Taiyuán (1971−2000) | Parámetros climáticos promedio de Taiyuán (1971−2000) | Parámetros climáticos promedio de Taiyuán (1971−2000) | Parámetros climáticos promedio de Taiyuán (1971−2000) | Parámetros climáticos promedio de Taiyuán (1971−2000) | Parámetros climáticos promedio de Taiyuán (1971−2000) | Parámetros climáticos promedio de Taiyuán (1971−2000) | Parámetros climáticos promedio de Taiyuán (1971−2000) |
| Mes                                                                          | Ene.                                                  | Feb.                                                  | Mar.                                                  | Abr.                                                  | May.                                                  | Jun.                                                  | Jul.                                                  | Ago.                                                  | Sep.                                                  | Oct.                                                  | Nov.                                                  | Dic.                                                  | Anual                                                 |
| ---------------------------------------------------------------------------- | ----------------------------------------------------- | ----------------------------------------------------- | ----------------------------------------------------- | ----------------------------------------------------- | ----------------------------------------------------- | ----------------------------------------------------- | ----------------------------------------------------- | ----------------------------------------------------- | ----------------------------------------------------- | ----------------------------------------------------- | ----------------------------------------------------- | ----------------------------------------------------- | ----------------------------------------------------- |
| Temp. máx. abs. (°C)                                                         | 14.3                                                  | 19.1                                                  | 26.3                                                  | 32.5                                                  | 36.5                                                  | 38.4                                                  | 36.6                                                  | 35.8                                                  | 31.5                                                  | 28.5                                                  | 23.2                                                  | 16.0                                                  | '                                                     |
| Temp. máx. media (°C)                                                        | 1.8                                                   | 5.4                                                   | 11.5                                                  | 19.8                                                  | 25.5                                                  | 28.6                                                  | 29.3                                                  | 28.0                                                  | 23.7                                                  | 17.8                                                  | 9.5                                                   | 3.1                                                   | 17.0                                                  |
| Temp. mín. media (°C)                                                        | −11.6                                                 | −8.0                                                  | −2.0                                                  | 4.8                                                   | 10.5                                                  | 15.1                                                  | 18.2                                                  | 16.9                                                  | 10.8                                                  | 4.0                                                   | −2.7                                                  | −9.2                                                  | 3.9                                                   |
| Temp. mín. abs. (°C)                                                         | −24.2                                                 | −24.6                                                 | −15.6                                                 | −7.6                                                  | −0.5                                                  | 5.3                                                   | 11.1                                                  | 7.8                                                   | −2.0                                                  | −6.9                                                  | −17.7                                                 | −21.0                                                 | '                                                     |
| Precipitación total (mm)                                                     | 3.2                                                   | 5.2                                                   | 13.4                                                  | 19.9                                                  | 33.3                                                  | 55.9                                                  | 102.1                                                 | 107.0                                                 | 51.6                                                  | 25.6                                                  | 10.7                                                  | 3.2                                                   | 431.2                                                 |
| Días de precipitaciones (≥ 1 mm)                                             | 1.9                                                   | 2.9                                                   | 4.4                                                   | 4.3                                                   | 5.7                                                   | 9.3                                                   | 12.4                                                  | 11.2                                                  | 8.1                                                   | 5.4                                                   | 3.3                                                   | 1.4                                                   | 70.3                                                  |
| Horas de sol                                                                 | 173.4                                                 | 174.0                                                 | 202.3                                                 | 229.8                                                 | 265.1                                                 | 250.9                                                 | 228.6                                                 | 223.8                                                 | 209.6                                                 | 206.9                                                 | 174.6                                                 | 162.6                                                 | 2501.7                                                |
| Humedad relativa (%)                                                         | 50                                                    | 47                                                    | 50                                                    | 47                                                    | 50                                                    | 60                                                    | 73                                                    | 77                                                    | 73                                                    | 67                                                    | 62                                                    | 56                                                    | 59.3                                                  |
| Fuente: China Meteorological Administration, NOAA (1961-1990, extremes only) |                                                       |                                                       |                                                       |                                                       |                                                       |                                                       |                                                       |                                                       |                                                       |                                                       |                                                       |                                                       |                                                       |

## Ciudades hermanas
Taiyuan está hermanada con:
- Launceston, Tasmania
- Douala
- Chemnitz
- Himeji, Hyōgo
- Sarátov
- Syktyvkar
- Newcastle upon Tyne
- Nashville